# 21434 Stanchiang
21434 Stanchiang è un asteroide della fascia principale. Scoperto nel 1998, presenta un'orbita caratterizzata da un semiasse maggiore pari a 2,2340171 UA e da un'eccentricità di 0,0765542, inclinata di 6,56904° rispetto all'eclittica.